# カルルシュテイン城

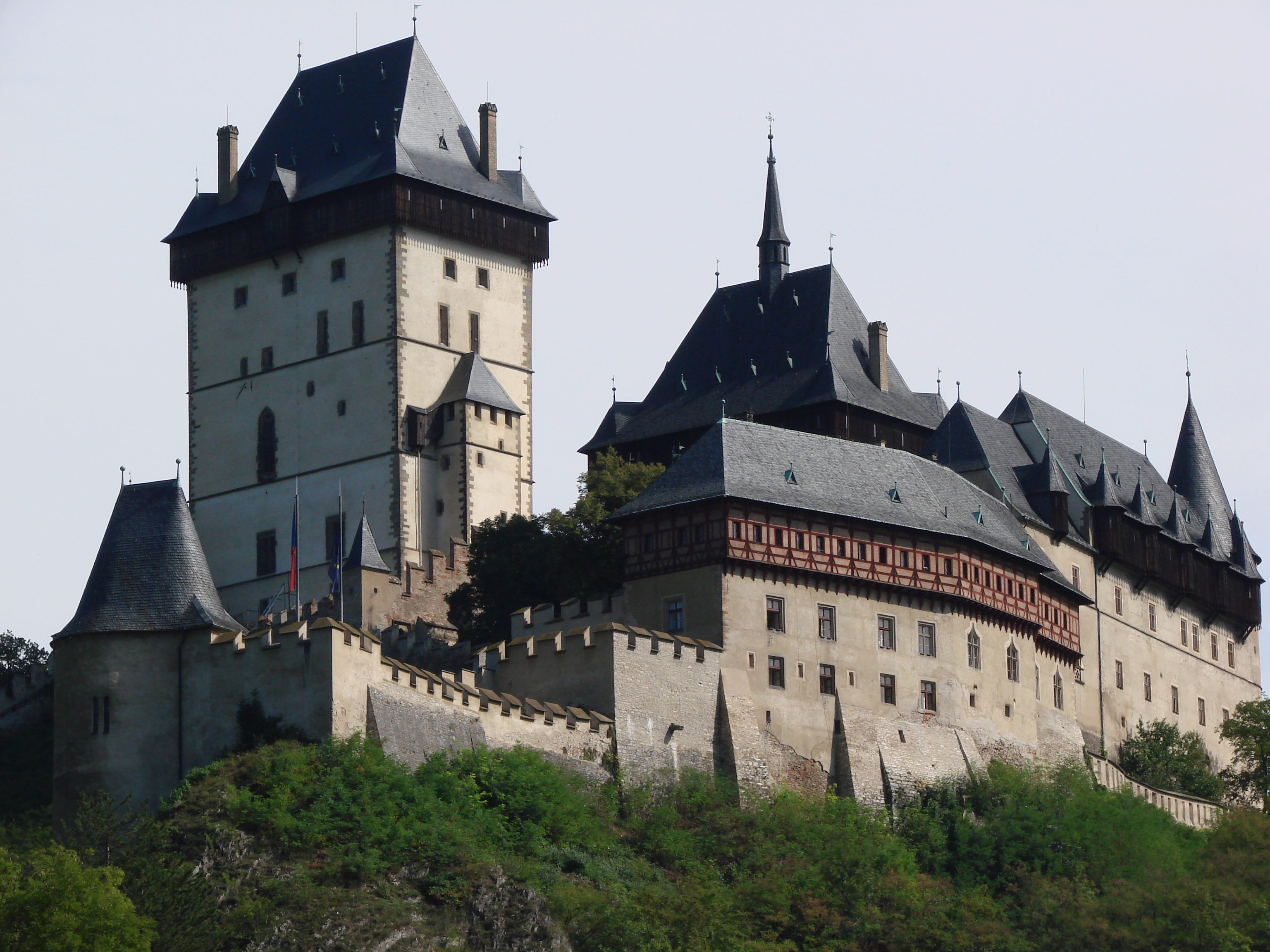
カルルシュテイン城

カルルシュテイン城（チェコ語: Hrad Karlštejn）は、チェコのプラハ南西、カルルシュテインにある城である。
1348年、神聖ローマ皇帝カール4世によって建てられ、王家の財宝や聖遺物、そして戴冠式で用いられる宝物の保管場所や別荘として使用されていた。

## 城の施設
- 井戸塔
- 城伯館
- 時計塔
- 皇帝宮
- 聖母マリア塔
- 大きな塔
- 聖十字架礼拝堂
- ぶどうテラス